# (3831) Pettengill
(3831) Pettengill (1986 TP2) – planetoida z pasa głównego asteroid okrążająca Słońce w ciągu 3,19 lat w średniej odległości 2,17 j.a. Odkrył ją Edward Bowell 7 października 1986 roku.